# Ilenia Volpe
Ilenia Volpe (Roma, 7 marzo 1979) è una cantautrice e musicista italiana.

## Biografia
Ilenia Volpe nasce a Roma, precisamente nel Capitolino, e presto subisce le influenze musicali alternative delle sue parti. Uno dei primi successi professionali arriva nel 2005, quando con il brano Mondo indistruttibile vince il Premio Augusto Daolio per la Miglior musica.
Nel 2008 viene pubblicato uno split album tra la cantautrice e la band femminile delle Mia Wallace; l'anno seguente l'artista compare in una nuova versione del brano In centro all'orgoglio di Moltheni, contenuta nell'album Ingrediente novus.
Nel 2010 Ilenia Volpe scrive il racconto Gli eroi amano cantare a bassa voce, che viene incluso nel libro Milanabad del giornalista Michele Monina. L'anno successivo omaggia Il Santo Niente con una cover del brano Fiction, pubblicata all'interno dell'album tributo Generazioni, e riceve il Premio Super Sound dalla giuria di qualità del MEI.
Il 24 febbraio 2012 vede la pubblicazione del suo primo album in studio Radical chic un cazzo, prodotto da Giorgio Canali e contenente anche Mondo indistruttibile, Le nostre vergogne (canzone già presente nello split album del 2008) e le cover Fiction e Direzioni diverse (brano de Il Teatro degli Orrori). Nello stesso anno la cantautrice collabora come chitarrista per il primo album dei M.U.G. Lost Transmission e vocalmente in molte tracce dell'album Roma, guanti e argento degli Operaja Criminale. Riceve inoltre il Premio Poesia e Musica al festival Versi di Luce tenutosi in Sicilia.
Nel 2013 l'artista partecipa al brano La distrazione di Davide Vettori, contenuto nell'album Visione cosmetica, e reinterpreta la canzone Milioni di parole dei Frigidaire Tango, per l'album tributo Artisti vari risuonano i Frigidaire Tango.
Il 15 aprile 2016 pubblica il secondo album Mondo al contrario, prodotto da Gianluca Vaccaro.

## Discografia

### Album in studio
- 2012 – Radical chic un cazzo
- 2016 – Mondo al contrario

### Split album
- 2008 – Mia Wallace/Ilenia Volpe

### EP
- 2004 – Hidden Place

### Singoli
- 2012 – La mia professoressa di italiano
- 2016 – Maledetta bellezza

### Collaborazioni
- 2009 – In centro all'orgoglio (con Moltheni), per l'album Ingrediente novus
- 2013 – La distrazione (con Davide Vettori), per l'album Visione cosmetica
- 2014 – Sistema venoso (con Davide Matrisciano), per l’album Il profumo dei fiori secchi
- 2015 – I fiori di Bovary (con i Le Malanime), per l'album La cura, il male e l'estasi
- 2018 – Borderline (con Marco De Annuntiis), per l'album Jukebox all'idroscalo
- 2022 – Loredana (con gli Ignorantia Legit)

## Videografia
- 2007 – Odori non chimici (regia di Luca Gaigher)
- 2012 – Direzioni diverse (solo una foto)
- 2012 – La mia professoressa di italiano (regia di Luca Nestola)
- 2013 – La distrazione (con Davide Vettori) (regia di Marco Miraglia)
- 2016 – Maledetta bellezza (regia di Luna Gualano)
- 2018 – Borderline (con Marco De Annuntiis) (regia di Josh Heisenberg)